# Копанівка (Житомирський район)
Копа́нівка — село в Україні, у Житомирському районі Житомирської області. Входить до складу Хорошівської селищної громади. Населення становить 114 осіб.

## Історія
У 1906 році Копань, урочище Фасівської волості Житомирського повіту Волинської губернії. Відстань від повітового міста 41 верста, від волості 4. Дворів 7, мешканців 27.

## Населення
За даними перепису 2001 року населення села становило 114 осіб, з них 99,12 % зазначили рідною українську мову, а 0,88 % — російську.